# مئیر جاودانفر
مئیر جاودانفر (انگلیسی: Meir Javedanfar)؛ یک روزنامه‌نگار ایرانی یهودی متولد ایران است. او در سال ۱۹۸۷ ایران را ترک کرد و اکنون در اسرائیل زندگی می‌کند. او در بخش خارجی بی‌بی‌سی فارسی نیز به کار مشغول بوده‌است. او به همراه یوسی ملمان، کتابی به نام ابوالهول اتمی تهران: محمود احمدی‌نژاد و کشور ایران نوشته است. جاودانفر به زبانهای فارسی، عبری، انگلیسی، اسپانیایی و پرتغالی مسلط است.
جاودانفر هم‌اکنون مدرس سیاست معاصر ایران در مرکز بین‌رشته‌ای-هرتزلیا و مالک سایت دیده بان ایران-اسرائیل است. او دارای فوق لیسانس روابط بین‌الملل و مطالعات استراتژیک از دانشگاه لنکستر بریتانیا است. 